# Recensământul din 2003 din Muntenegru
Recensământul populației din 2003 din Muntenegru a fost efectuat in perioada 1-15 noiembrie 2003, în conformitate cu recomandările internaționale în acest sens, cu scopul de a colecta date statistice privind populația, gospodăriile și locuințele din Muntenegru.

## Rezultate
Conform recensământului din 2003, numărul total al populației Muntenegrului este de 620.145 de locuitori.
| \| Componența etnică conform recensământului din 2003 \| Componența etnică conform recensământului din 2003 \| Componența etnică conform recensământului din 2003 \| Componența etnică conform recensământului din 2003 \| Componența etnică conform recensământului din 2003 \| \| -------------------------------------------------- \| -------------------------------------------------- \| -------------------------------------------------- \| -------------------------------------------------- \| -------------------------------------------------- \| \| \| \| \| \| \| \| Muntenegreni \| Muntenegreni \| \| 267669 \| 43,16% \| \| Sârbi \| Sârbi \| \| 198414 \| 31,99% \| \| Bosniaci \| Bosniaci \| \| 48184 \| 7,77% \| \| Albanezi \| Albanezi \| \| 31163 \| 5,03% \| \| Musulmani \| Musulmani \| \| 24625 \| 3,97% \| \| Croați \| Croați \| \| 6811 \| 1,1% \| \| Romi \| Romi \| \| 2601 \| 0,42% \| \| Iugoslavi \| Iugoslavi \| \| 1860 \| 0,3% \| \| Macedoneni \| Macedoneni \| \| 819 \| 0,13% \| \| Sloveni \| Sloveni \| \| 415 \| 0,07% \| \| Maghiari \| Maghiari \| \| 362 \| 0,06% \| \| Ruși \| Ruși \| \| 240 \| 0,04% \| \| Egipteni \| Egipteni \| \| 225 \| 0,04% \| \| Italieni \| Italieni \| \| 127 \| 0,02% \| \| Germani \| Germani \| \| 118 \| 0,02% \| \| alții \| alții \| \| 2180 \| 0,35% \| \| nedivulgat \| nedivulgat \| \| 26906 \| 4,34% \| \| regional \| regional \| \| 1258 \| 0,2% \| \| necunoscută \| necunoscută \| \| 6168 \| 1% \| |              |  |        |        |
| Componența etnică conform recensământului din 2003 |              |  |        |        |
| |              |  |        |        |
| Muntenegreni | Muntenegreni |  | 267669 | 43,16% |
| Sârbi | Sârbi        |  | 198414 | 31,99% |
| Bosniaci | Bosniaci     |  | 48184  | 7,77%  |
| Albanezi | Albanezi     |  | 31163  | 5,03%  |
| Musulmani | Musulmani    |  | 24625  | 3,97%  |
| Croați | Croați       |  | 6811   | 1,1%   |
| Romi | Romi         |  | 2601   | 0,42%  |
| Iugoslavi | Iugoslavi    |  | 1860   | 0,3%   |
| Macedoneni | Macedoneni   |  | 819    | 0,13%  |
| Sloveni | Sloveni      |  | 415    | 0,07%  |
| Maghiari | Maghiari     |  | 362    | 0,06%  |
| Ruși | Ruși         |  | 240    | 0,04%  |
| Egipteni | Egipteni     |  | 225    | 0,04%  |
| Italieni | Italieni     |  | 127    | 0,02%  |
| Germani | Germani      |  | 118    | 0,02%  |
| alții | alții        |  | 2180   | 0,35%  |
| nedivulgat | nedivulgat   |  | 26906  | 4,34%  |
| regional | regional     |  | 1258   | 0,2%   |
| necunoscută | necunoscută  |  | 6168   | 1%     |

## Publicații
Rezultatele definitive prelucrate ale recensământului sunt prezentate în cărțile (anuare) din ediția „Knjige rezultata Popisa 2003. godine“, care sunt în număr de 27 și au fost publicate în 2004. Dintre acestea, 20 de cărți au fost publicate cu subiectul Stanovništvo (populația), 4 cărți cu subiectul Stanovanje (locuințe) și 3 cărți cu subiectul Poljoprivreda (agricultura).

## Hărți etnice

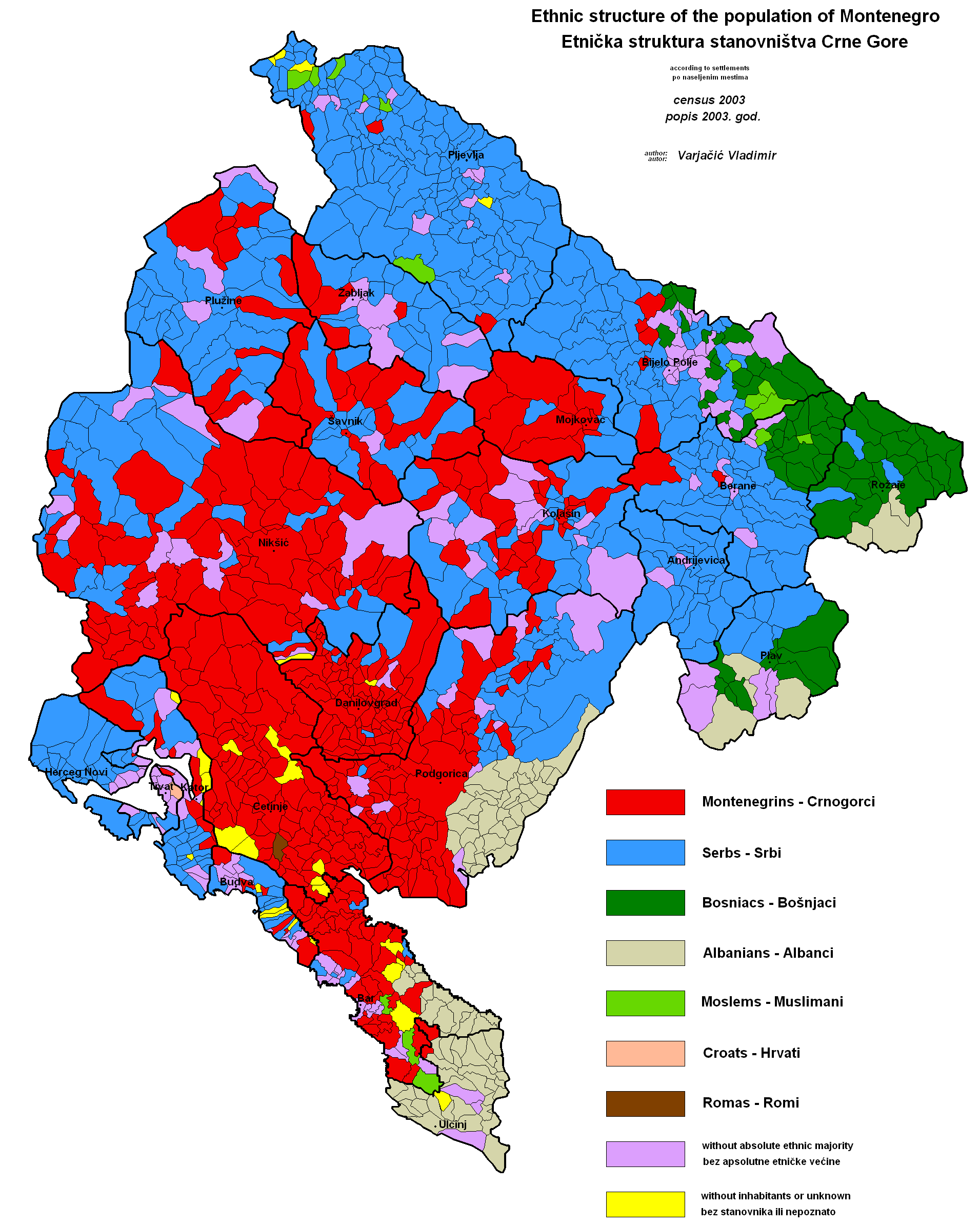
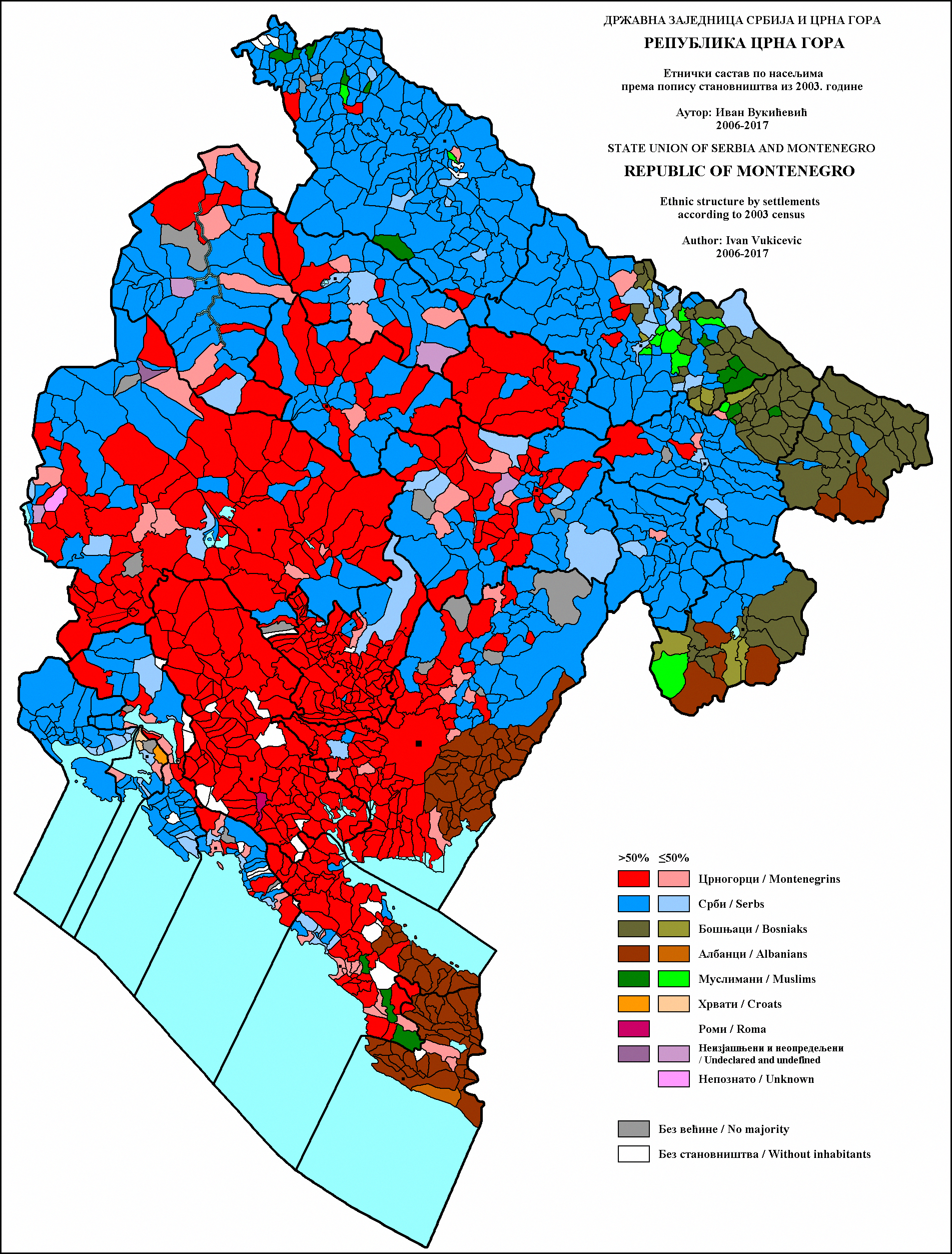
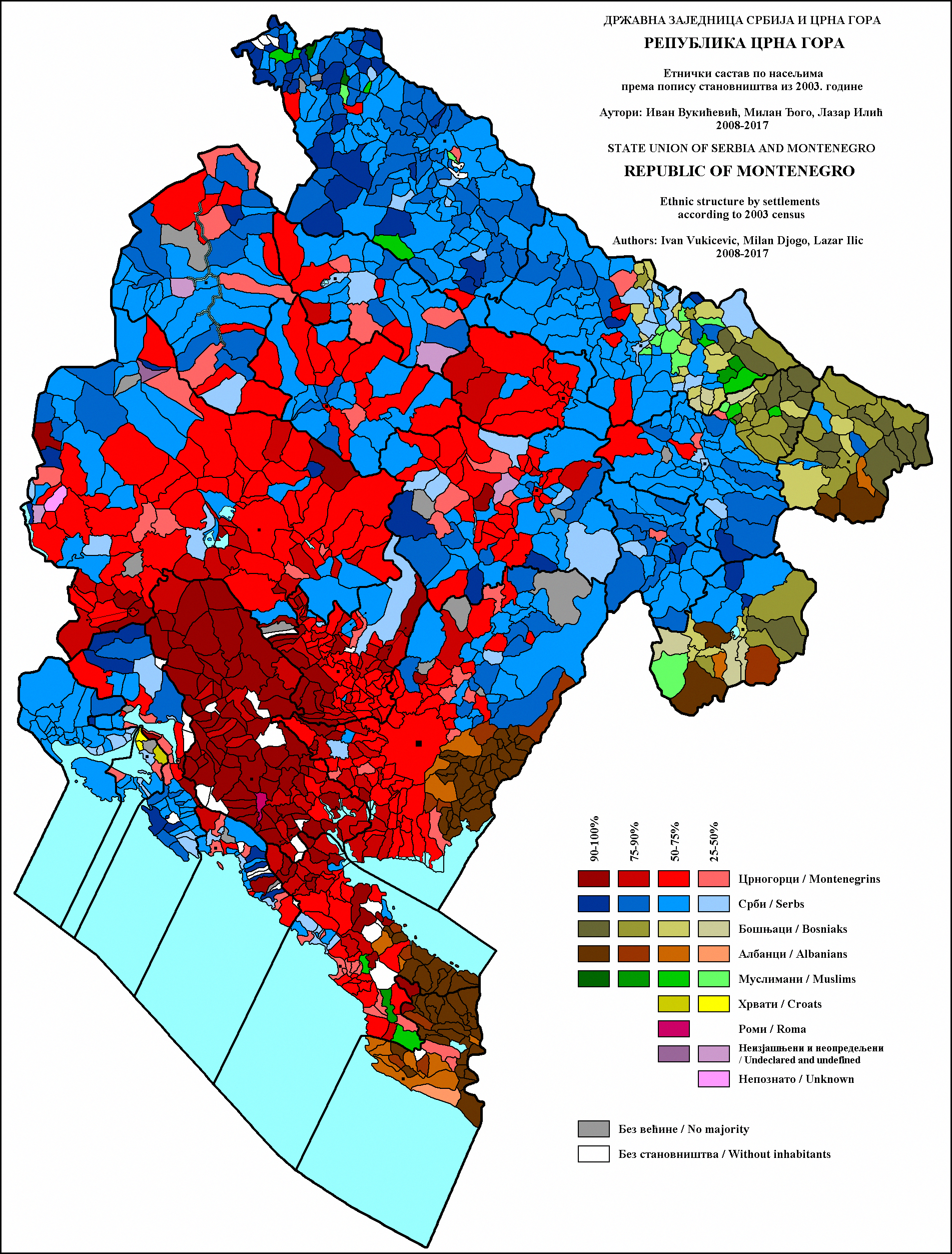
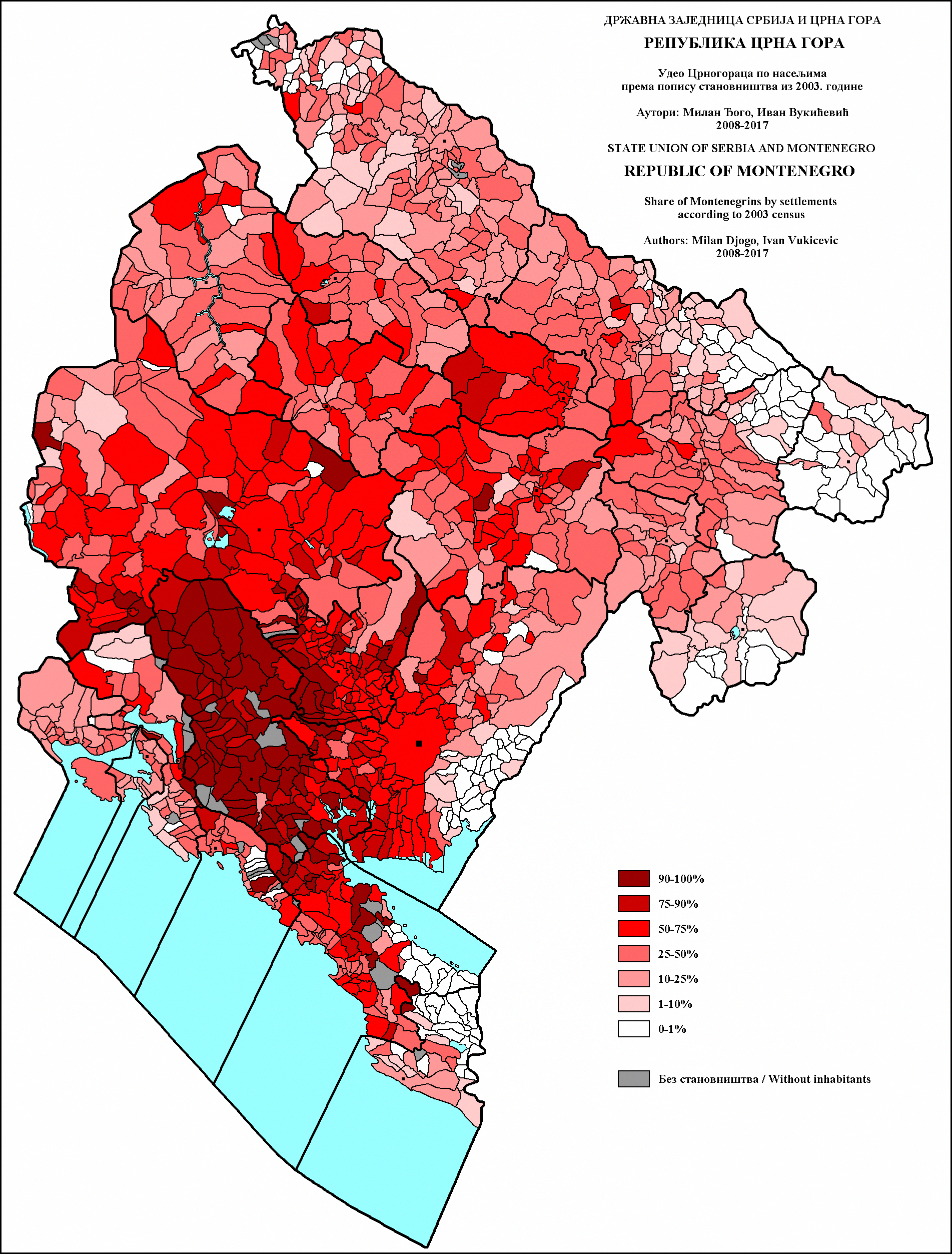
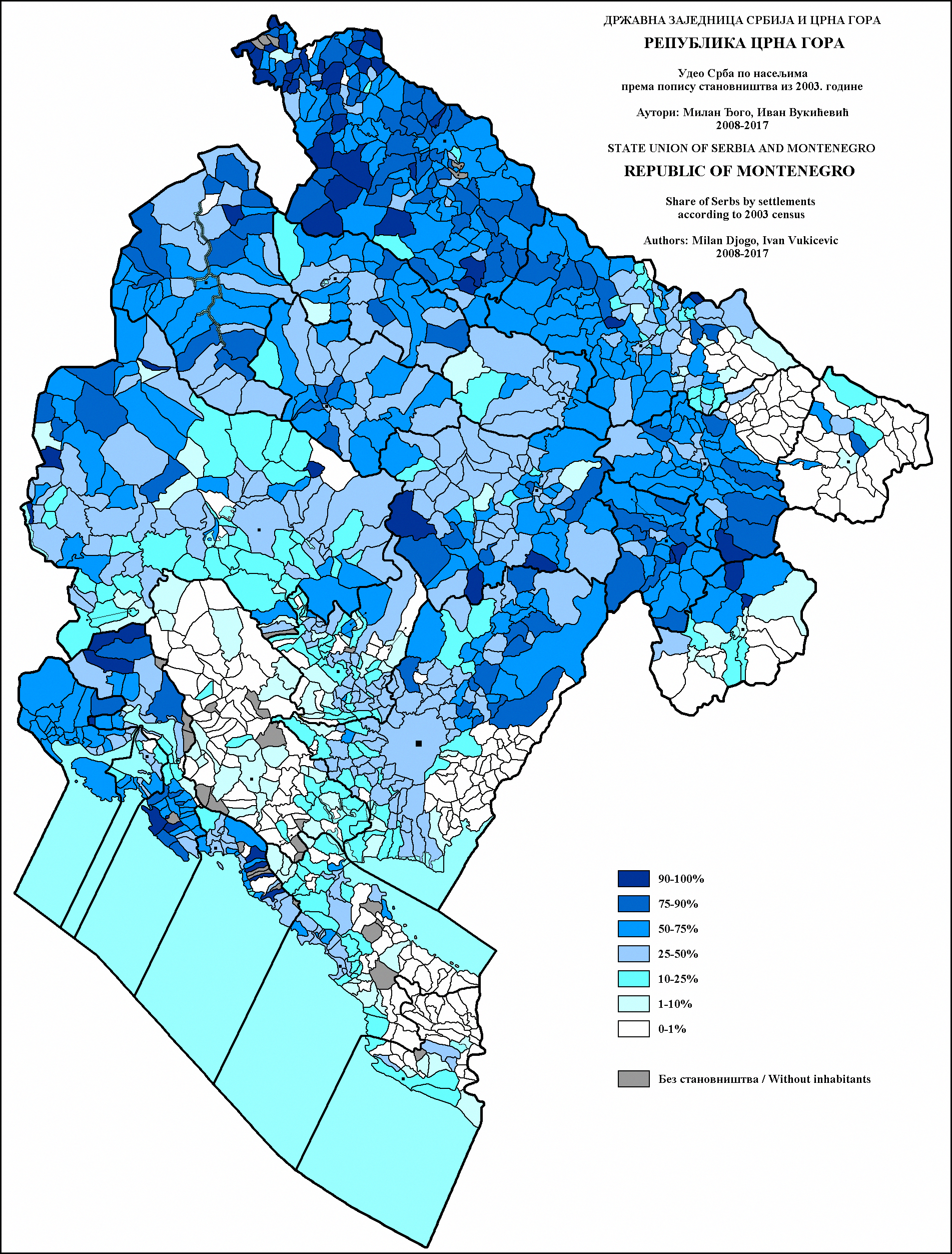
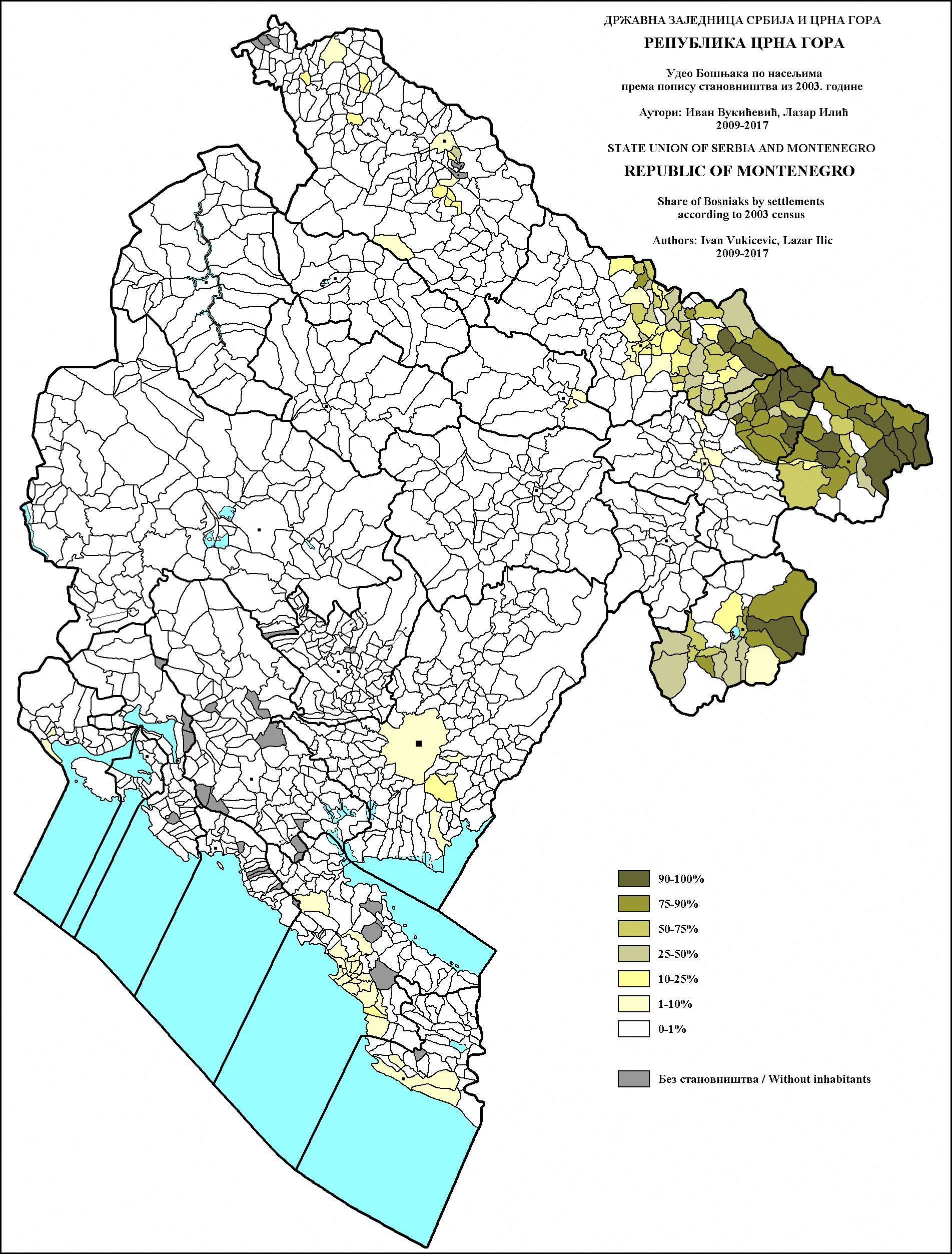
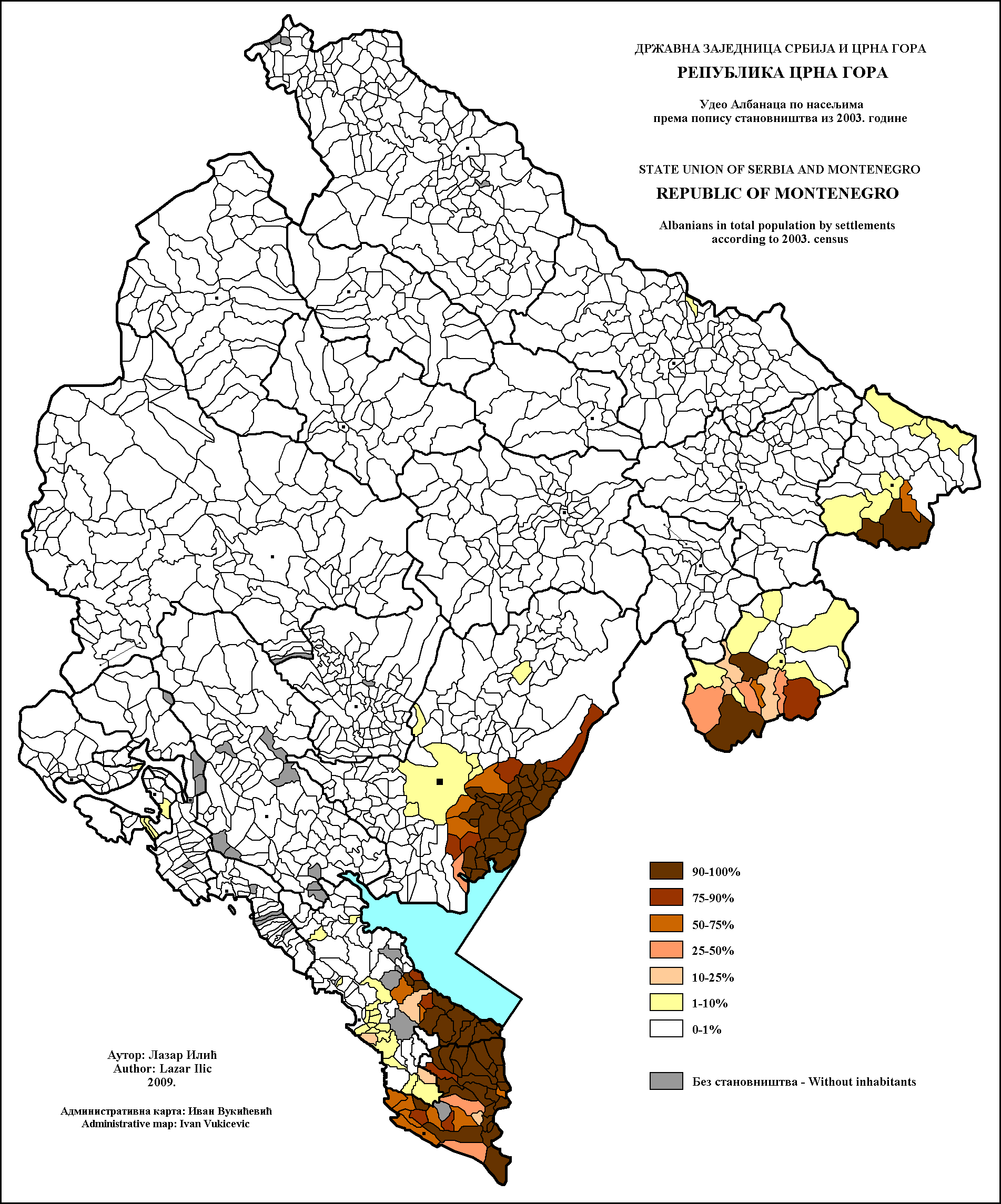
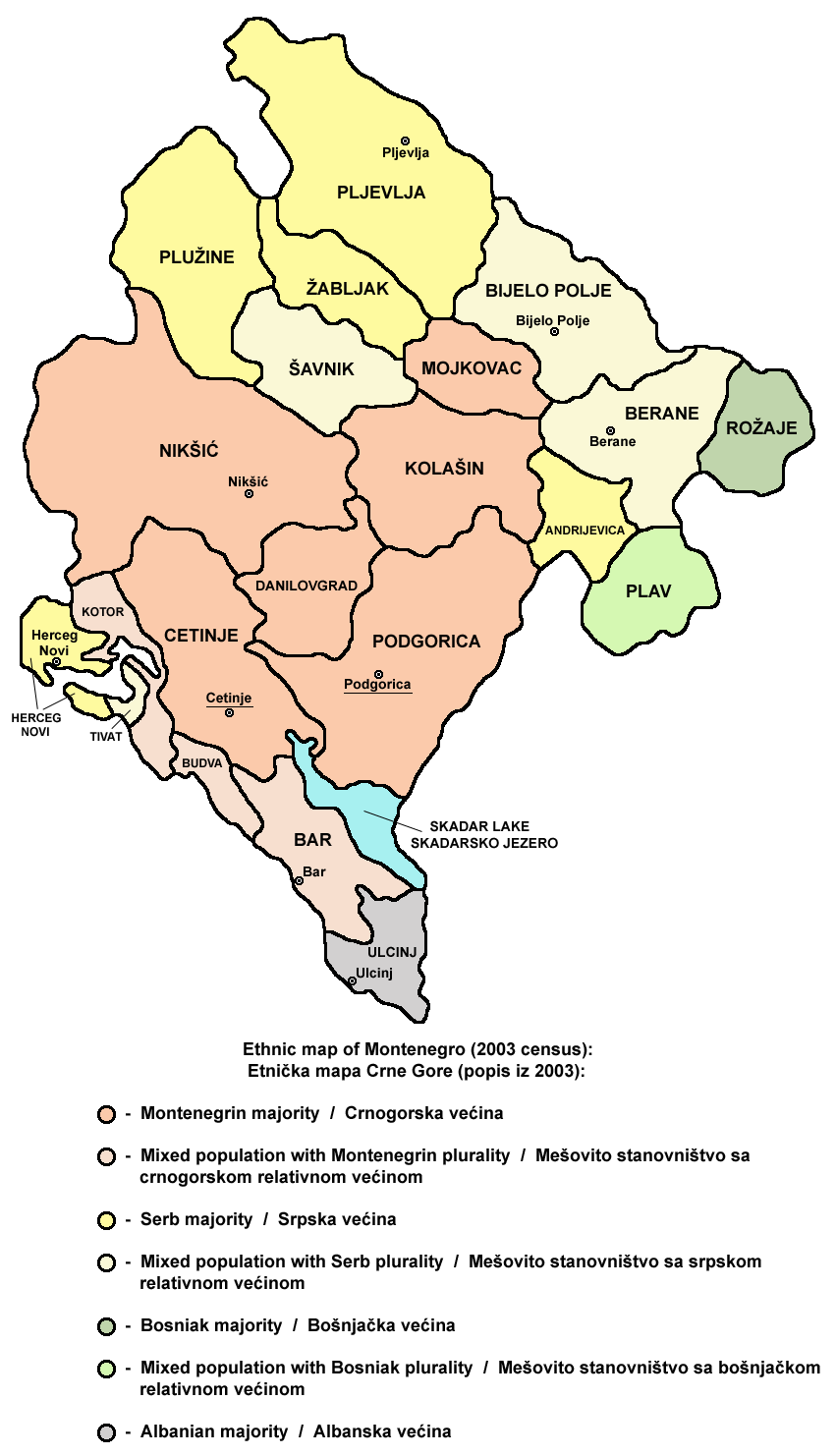